# 広島県道・島根県道6号吉田邑南線
広島県道・島根県道6号吉田邑南線（ひろしまけんどう・しまねけんどう6ごうよしだおおなんせん）は、広島県安芸高田市吉田町吉田と島根県邑智郡邑南町下田所を結ぶ県道（主要地方道）である。

## 概要

### 路線データ
- 起点：広島県安芸高田市吉田町吉田・安芸高田消防署前交差点（国道54号〔国道183号重用〕交点）
- 終点：島根県邑智郡邑南町下田所・下田所交差点（国道261号交点）
- 総延長：37.1 km
- 実延長：34.1 km（広島県区間：25.551 km[1][2]、島根県区間：8.597km）
- 認定：1965年3月31日[1]

## 歴史
- 1964年（昭和39年）12月28日 - 建設省（当時）告示第3,620号により主要地方道に認定される。
  - 前身は広島県道原田吉田線（現：広島県道326号原田吉田線）、広島県道壬生吉田線、広島県道金屋三次線、広島県道生田金屋千代田線、島根県道・広島県道布施千代田線の各一部と広島県道下横田多治比線および島根県道出羽国府線の全部分である。
- 1965年（昭和40年）3月31日 - 広島県告示第259号および1966年3月29日島根県告示第423号で広島県道・島根県道吉田瑞穂線として認定される。
- 1972年（昭和47年）頃 - 広島県道・島根県道6号吉田瑞穂線に改称される。
- 1993年（平成5年）5月11日 - 建設省から、県道吉田瑞穂線が吉田瑞穂線として主要地方道に指定される[3]。
- 2004年（平成16年）3月1日 - 広島県高田郡の全6町（甲田・高宮・美土里・向原・八千代・吉田各町）が対等合併して安芸高田市が成立したことに伴い起点の地名表記が変更される（広島県高田郡吉田町吉田→安芸高田市吉田町吉田）。
- 2004年（平成16年）10月1日 - 島根県邑智郡の石見・瑞穂両町および羽須美村が対等合併して邑智郡邑南町が成立したことに伴い終点の地名表記が変更される（島根県邑智郡瑞穂町下田所→島根県邑智郡邑南町下田所）
- 2005年（平成17年）6月1日 - 安芸高田市美土里町生田・国道433号・国道434号重用区間終点 - 同・島根県境の区間における県道の管理権限が広島県から安芸高田市へ移譲される[4]。
- 2006年（平成18年）3月31日 - 島根県告示第364号および同年4月1日広島県告示第403号により現行の路線名称に変更される。

## 路線状況

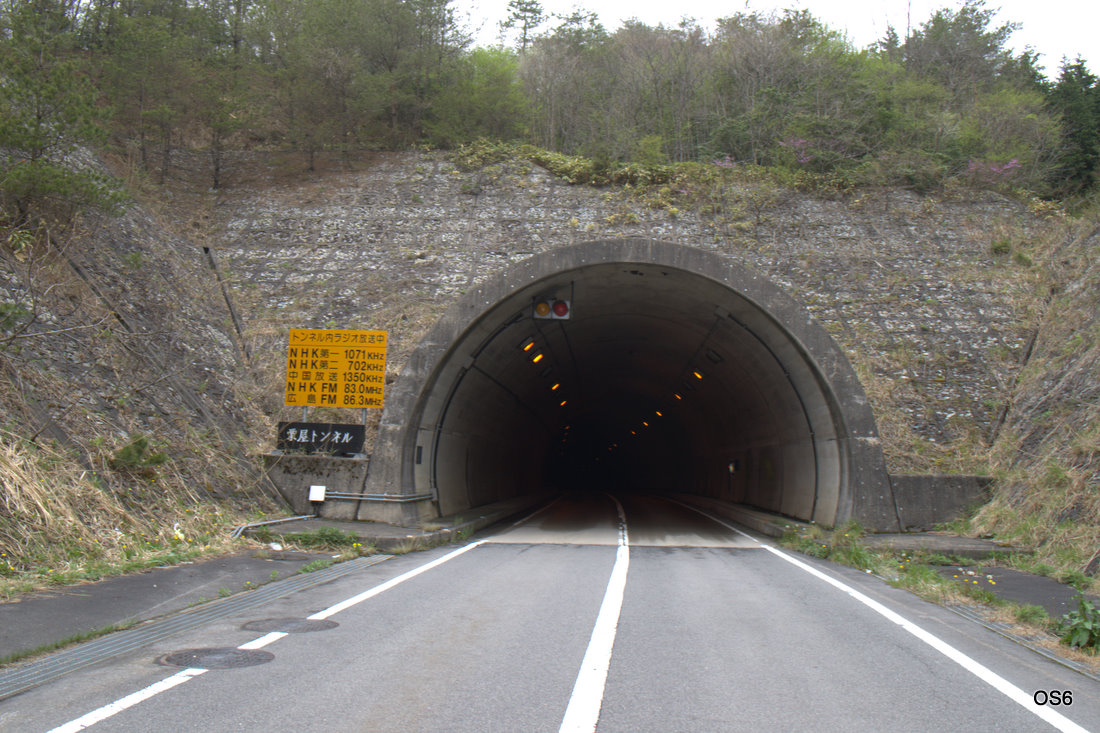
栗屋トンネル

### 重複区間
- 国道433号・国道434号（安芸高田市美土里町北 - 安芸高田市美土里町生田）

### トンネル
- 栗屋トンネル（安芸高田市美土里町生田（いけだ）、延長：1,041m）

## 地理

### 通過する自治体
- 広島県
  - 安芸高田市
- 島根県
  - 邑智郡邑南町

### 交差する道路
| 交差する道路                                                        | 都道府県名 | 市町村名   | 市町村名   | 交差する場所           | 交差する場所                  |
| ------------------------------------------------------------------- | ---------- | ---------- | ---------- | ---------------------- | ----------------------------- |
| 国道54号 国道183号 重複                                             | 広島県     | 安芸高田市 | 安芸高田市 | 吉田町吉田             | 安芸高田消防署前交差点 / 起点 |
| 広島県道326号原田吉田線                                             | 広島県     | 安芸高田市 | 安芸高田市 | 吉田町相合（あいおう） |                               |
| 広島県道319号勝田吉田線                                             | 広島県     | 安芸高田市 | 安芸高田市 | 吉田町多治比           | 丹比交差点                    |
| 広島県道64号三次美土里線                                            | 広島県     | 安芸高田市 | 安芸高田市 | 美土里町横田           | 高田インター（西）交差点      |
| 広島県道321号金屋壬生線                                             | 広島県     | 安芸高田市 | 安芸高田市 | 美土里町本郷           |                               |
| 国道433号 重複区間起点 国道434号 重複区間起点 広島県道322号北船木線 | 広島県     | 安芸高田市 | 安芸高田市 | 美土里町北             |                               |
| 国道433号 重複区間終点 国道434号 重複区間終点                       | 広島県     | 安芸高田市 | 安芸高田市 | 美土里町生田（いけだ） |                               |
| 島根県道・広島県道109号邑南高宮線                                   | 島根県     | 邑智郡     | 邑南町     | 久喜                   |                               |
| 島根県道293号高見出羽線                                             | 島根県     | 邑智郡     | 邑南町     | 出羽（いずは）         |                               |
| 国道261号                                                           | 島根県     | 邑智郡     | 邑南町     | 下田所                 | 下田所交差点 / 終点           |

### 峠
- 栗屋峠（安芸高田市美土里町生田（いけだ））

### 沿線にある施設など

#### 主要施設
- 安芸高田市役所
- 安芸高田消防署
- ゆめタウン吉田
- 吉田サッカー公園
- 安芸高田市役所美土里支所
- 邑南町役場瑞穂支所
- 邑南町立図書館

#### 名所・旧跡・観光地
- 吉田郡山城跡
- 毛利元就墓所
- 猿掛城跡…毛利元就が家督を継ぐまで拠っていた山城の跡。
- 神楽門前湯治村
- 瑞穂青少年旅行村
- 道の駅邑南の里（終点から国道261号経由）